# Núi Bồng Lai

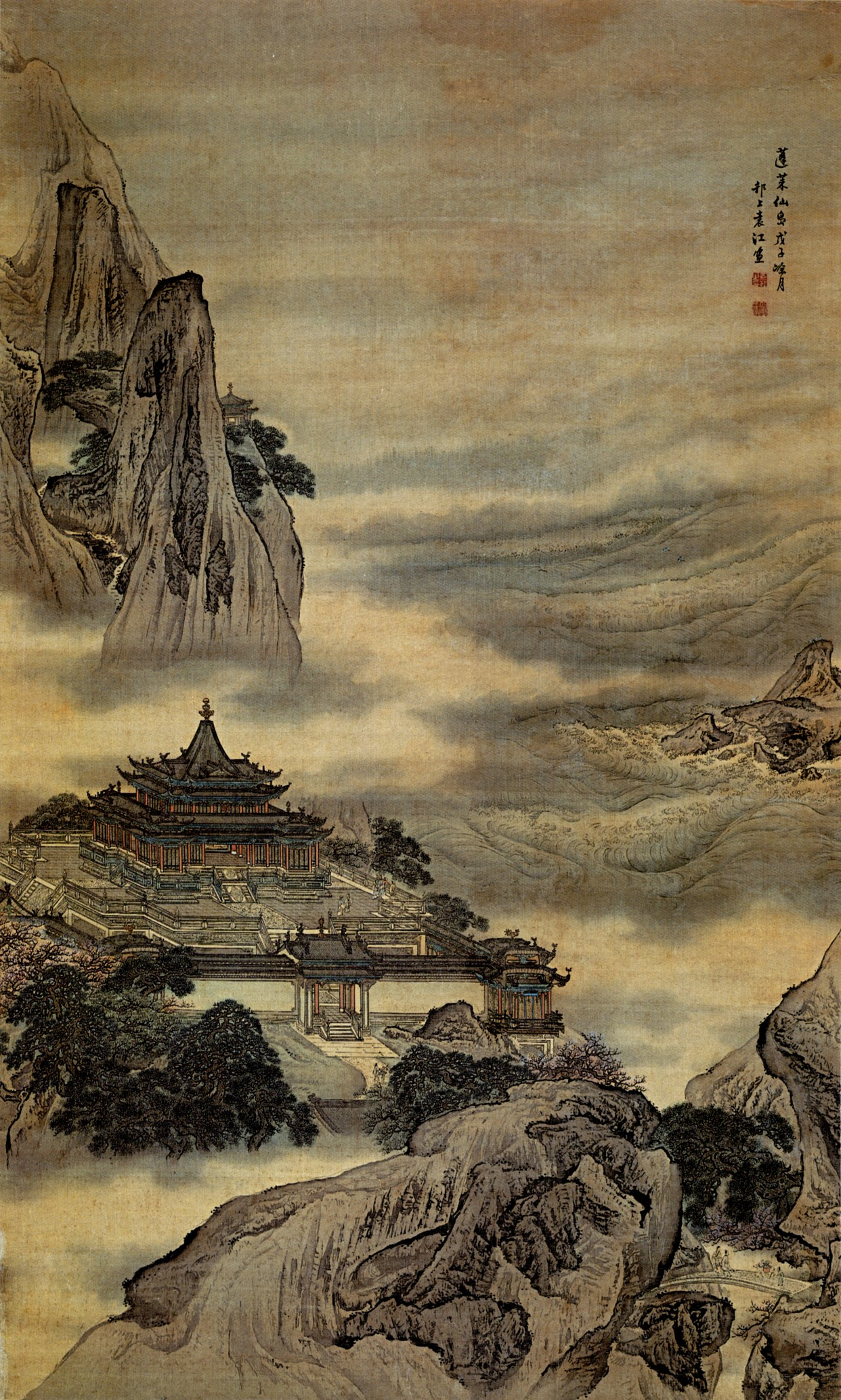
Bồng Lai tam đảo

Núi Bồng Lai (giản thể: 蓬莱山; phồn thể: 蓬萊山; bính âm: Pénglái shān) hay tiên đảo Bồng Lai (giản thể: 蓬莱仙岛; phồn thể: 蓬萊仙島; bính âm: Pénglái xiāndǎo), là một vùng đất truyền thuyết tìm thấy trong thần thoại Trung Quốc. Mệnh danh là Tiên Giới hay Tiên Cảnh.

## Vị trí
Theo Sơn Hải kinh, núi Bồng Lai nằm trên một hòn đảo ở rìa phía đông của Bột Hải, cùng với 4 đảo khác trên đó các vị tiên sống, gọi là Phương Trượng (方丈), Doanh Châu (瀛州), Đại Dư (岱輿) và Viên Kiều (員嬌).
Mặc dù thành phố Bồng Lai nằm ở tỉnh Sơn Đông, Trung Quốc, nhưng việc thành phố này có phải là nơi trên thực tế được miêu tả trong các truyền thuyết hay không vẫn là điều chưa rõ. Tuy nhiên, thành phố này vẫn tự hào vì truyền thuyết này và tuyên bố rằng một khu vực có cảnh quan đẹp trong thành phố này chính là điểm đến của Bát Tiên. Những người khác lại cho rằng ngọn núi này có thể được nhìn thấy dưới dạng các ảo ảnh trên biển thường xuyên xảy ra mà vì thế mà thành phố này nổi tiếng. Đây được coi là nơi Tiên ở theo quan điểm của Đạo giáo.
Một thuyết khác do Nghĩa Sở (義楚) thời Hậu Chu đưa ra đã coi hòn đảo truyền thuyết này là Nhật Bản, trong đó núi Bồng Lai chính là núi Phú Sĩ.

## Trong truyền thuyết Trung Hoa
Bồng Lai tam đảo tức ba đảo tiên, gồm Bồng Lai, Phương Trượng, và Doanh Châu; tương truyền, ba đảo thần tiên này ở vịnh Bột Hải. Liệt Tử Xung Hư Chân Kinh nói: 
"Phía đông của Bột Hải, không rõ là xa bao nhiêu dặm, có một vùng nước lớn. Thực tế ở đó là một thung lũng không có đáy. Bởi phía dưới của thung lũng không có đáy nên thung lũng được gọi là Quy Khư. Nước từ tám phương trời và chín vùng đất, và nước sông Ngân Hà đều chảy đổ vào nơi này, thế mà nước ở đấy chẳng tăng chẳng giảm. Ở nơi này có năm ngọn núi. Ngọn thứ nhất tên là Đại Dư, ngọn thứ hai là Viên Kiều, ngọn thứ ba là Phương Hồ, ngọn thứ tư là Doanh Châu, và ngọn thứ năm là Bồng Lai. Các núi này cao 30.000 dặm, và chu vi 30.000 dặm. Đỉnh núi là vùng bằng phẳng, có đường kính 9.000 dặm. Các núi cách nhau 70.000 dặm, là nơi dân cư ở. Những đền đài và đạo quán trên đỉnh núi thì bằng vàng và ngọc. Cầm thú ở đó có màu trắng tinh khiết. Cây cối bằng ngọc trai và san hô. Hoa trái có vị thơm ngon dễ chịu. Ai mà ăn được hoa quả ấy sẽ không già và không chết."